# Buko von Krosigk
Buko Gebhard von Krosigk (* 7. April 1824 in Berlin; † 2. März 1909 ebenda) war ein preußischer Generalleutnant.

## Leben

### Herkunft
Buko war ein Sohn des preußischen Generalleutnants Ernst von Krosigk (1782–1872) und dessen Ehefrau Auguste, geborene Gräfin von Alvensleben (1791–1856).

### Militärkarriere
Krosigk besuchte das Gymnasium in Magdeburg, trat am 7. August 1841 in das Regiment der Gardes du Corps der Preußischen Armee ein und avancierte bis Mitte November 1854 zum Rittmeister und Chef der 6. Kompanie. Vom 21. Mai 1858 bis 24. April 1862 war er Chef der 2. Kompanie und Kommandeur der 1. Eskadron. Anschließend wurde Krosigk unter Beförderung zum Major zum etatsmäßigen Stabsoffizier ernannt und nahm in dieser Eigenschaft 1866 während des Krieges gegen Österreich an den Kämpfen bei Skalitz, Schweinschädel und Königgrätz teil.
Nach dem Friedensschluss wurde Krosigk im September Oberstleutnant und am 30. Oktober 1866 zum Kommandeur des Regiment der Gardes du Corps ernannt. Als Oberst führte er seine Kürassiere 1870/71 im Krieg gegen Frankreich in den Kämpfen bei Gravelotte, Beaumont, Sedan sowie der Belagerung von Paris. Ausgezeichnet mit dem Eisernen Kreuz II. Klasse wurde Krosigk am 11. November 1871 unter Stellung à la suite zunächst mit der Führung der 1. Garde-Kavallerie-Brigade beauftragt und am 8. Dezember 1871 zum Kommandeur dieser Brigade ernannt. Am 22. März 1873 avancierte er in dieser Stellung zum Generalmajor und erhielt 1875 den Sankt-Stanislaus-Orden I. Klasse sowie das Kommandeurkreuz I. Klasse des Schwertordens. Unter Verleihung des Komturkreuzes des Königlichen Hausordens von Hohenzollern wurde Krosigk am 15. Juni 1875 mit Pension zur Disposition gestellt.
Nach seiner Verabschiedung erhielt er am 22. März 1878 den Charakter als Generalleutnant und anlässlich des 100. Geburtstages von Kaiser Wilhelms I. im März 1897 den Kronenorden II. Klasse mit Stern. Krosigk war Rechtsritter des Johanniterordens. Er verstarb unverheiratet und wurde am 5. März 1909 auf dem Berliner Invalidenfriedhof beigesetzt.